# Norrliden, Sundsvall
Norrliden är en stadsdel  Sundsvall. Stadsdelen gränsar i söder till stadsdelen Norrmalm och öster till stadsdelen Skönsberg. Norrliden hör till Gustav Adolfs församling.